# Espada japonesa

O desenho mostra as partes de uma lâmina de nihontō.

A  espada japonesa (日本刀, nihontō) descreve um conjunto de armas brancas produzidas utilizando uma técnica japonesa especial.
Existem vários tipos de espadas japonesas que diferem de tamanho, forma, modelo, aplicação e método de fabrico. Alguns tipos mais comummente conhecidos de espadas japonesas são o tachi , katana, wakizashi, tantō, ōdachi, nagamaki e a naginata. A mais famosa espada é a katana, que, como a similar arma tachi, consiste num único gume sendo geralmente uma espada longa, tradicionalmente empregue por samurais do século XV. Espadas foram confeccionadas desde o período Kofun, sendo que as armas feitas após o período Heian são geralmente curvas, havendo uma diversa gama de espadas, que diferem em tamanho, tipo de manufatura, molde e campo de aplicação. Algumas das mais conhecidas espadas japonesas são a katana, wakizashi, e a tachi. 

## Etimologia
A palavra katana era usada no Japão antigo e ainda é usada hoje, enquanto o antigo uso da palavra nihontō é encontrado no poema a Canção de Nihontō , do poeta da dinastia Song Ouyang Xiu . A palavra nihontō se tornou mais comum no Japão no final do xogunato Tokugawa . Devido à importação de espadas ocidentais, a palavra nihontō foi adotada para distingui-la da espada ocidental (洋刀, yōtō).[carece de fontes?]
Meibutsu (espadas notáveis) é uma designação especial dada a obras-primas de espadas que são listadas numa compilação do século XVIII chamada "Kyoho Meibutsucho". As espadas listadas são lâminas Koto de várias províncias diferentes; 100 das 166 espadas listadas são conhecidas por existirem até aos dias de hoje, com lâminas Sōshū muito bem representadas. "Kyoho Meibutsucho" também listou os apelidos, preços, história e comprimento do Meibutsu, com espadas de Yoshimitsu, Masamune, Yoshihiro e Sadamune muito caras.

## Descrição

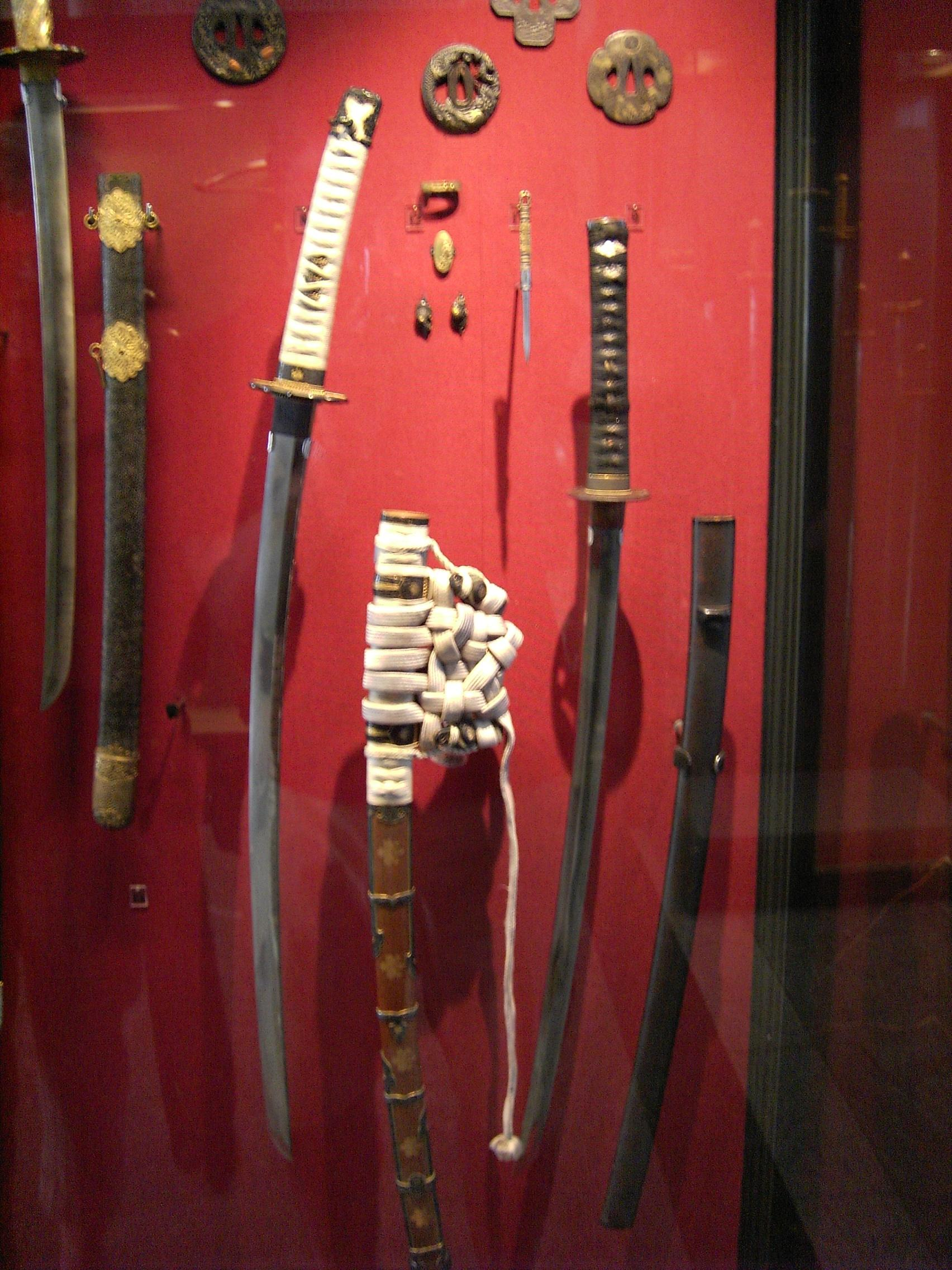
Uma espada japonesa e sua bainha.

Nos tempos modernos, o tipo mais conhecido das espadas japonesas é a Katana Shinogi-Zukuri, que consiste num único gume e apresenta uma ligeira curvatura naquilo que é uma espada longa, tradicionalmente usadas pelos samurais a partir do século XV. Outros tipos de espadas japonesas foram também frequentemente empregues como as Tsurugi que eram espadas de  de dois gumes; ōdachi, nodachi, tachi, que são estilos mais antigos de uma longas espadas com um único gume; wakizashi, uma espada de tamanho médio; e a tantō que consistia numa espada de pequeno porte. Apesar de serem parte integrante de uma vara, a naginata e a yari são consideradas armas pertencentes à família nihonto devido aos métodos pelos quais foram forjadas.
As espadas japonesas ainda são comummente vistas hoje em dia; espadas antigas reparadas pode ser facilmente encontradas à venda e em museus. Muitos desses exemplos podem ser vistos em exposições anuais organizadas pela All Japan Swordsmith Association, sob os auspícios do Nihontō Bunka Shinkō Kyōkai (Sociedade para a promoção da cultura da espada japonesa). under the auspices of the Nihontō Bunka Shinkō Kyōkai (Society for the promotion of Japanese Sword Culture).

## Tipos
Os tipos de classificação dos sabres japoneses indicam a combinação da lâmina e sua montagem, determinando o estilo de uso da mesma. Uma lâmina mais curta e destinada a ser usada como tachi pode ser montada alternativamente como uma tachi koshirae e katana koshirae.
Uma lâmina longa pode ser classificada como um wakizashi devido ao seu comprimento ser superior a 30 cm. No entanto, pode ter sido inicialmente montado e utilizado como um tantō o que deixa a distinção pelo comprimento um pouco arbitrária, mas necessária quando se refere a lâminas mais curtas.

## Koshirae

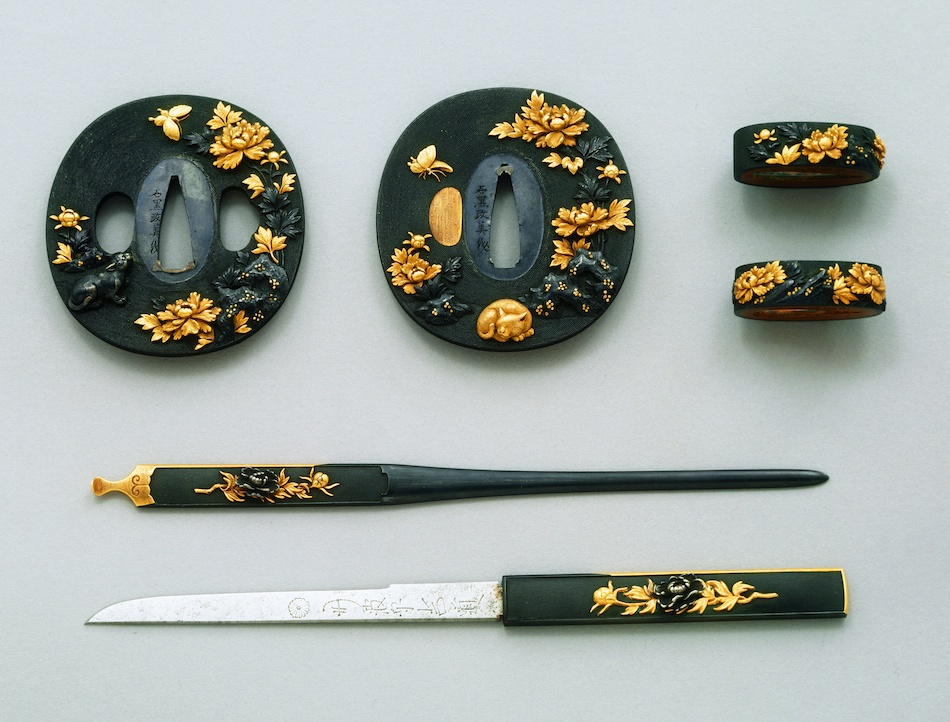
Acessórios de espada. Tsuba (canto superior esquerdo) e fuchigashira (canto superior direito) feitos por Ishiguro Masayoshi no século XVIII ou XIX. Kogai (meio) e ``kozuka (parte inferior) feitos por Yanagawa Naomasa no século XVIII, período Edo. Museu de Arte Fuji de Tóquio.

Em japonês, a bainha é chamada de saya, e a peça do protetor de mão, muitas vezes intrincadamente projetada como uma obra de arte individual — especialmente nos últimos anos do período Edo — era chamada de tsuba. Outros aspectos das montagens (koshirae) , como o menuki (protuberâncias decorativas no punho), habaki (colar da lâmina e cunha da bainha), fuchi e kashira (colar e tampa do cabo), kozuka (pequeno cabo de faca utilitária), kogai (implemento decorativo semelhante a um espeto), laca saya e tsuka-ito (envoltório profissional do cabo, também chamado de tsukamaki), foram artisticamente trabalhados de forma semelhante.